# القيمرية

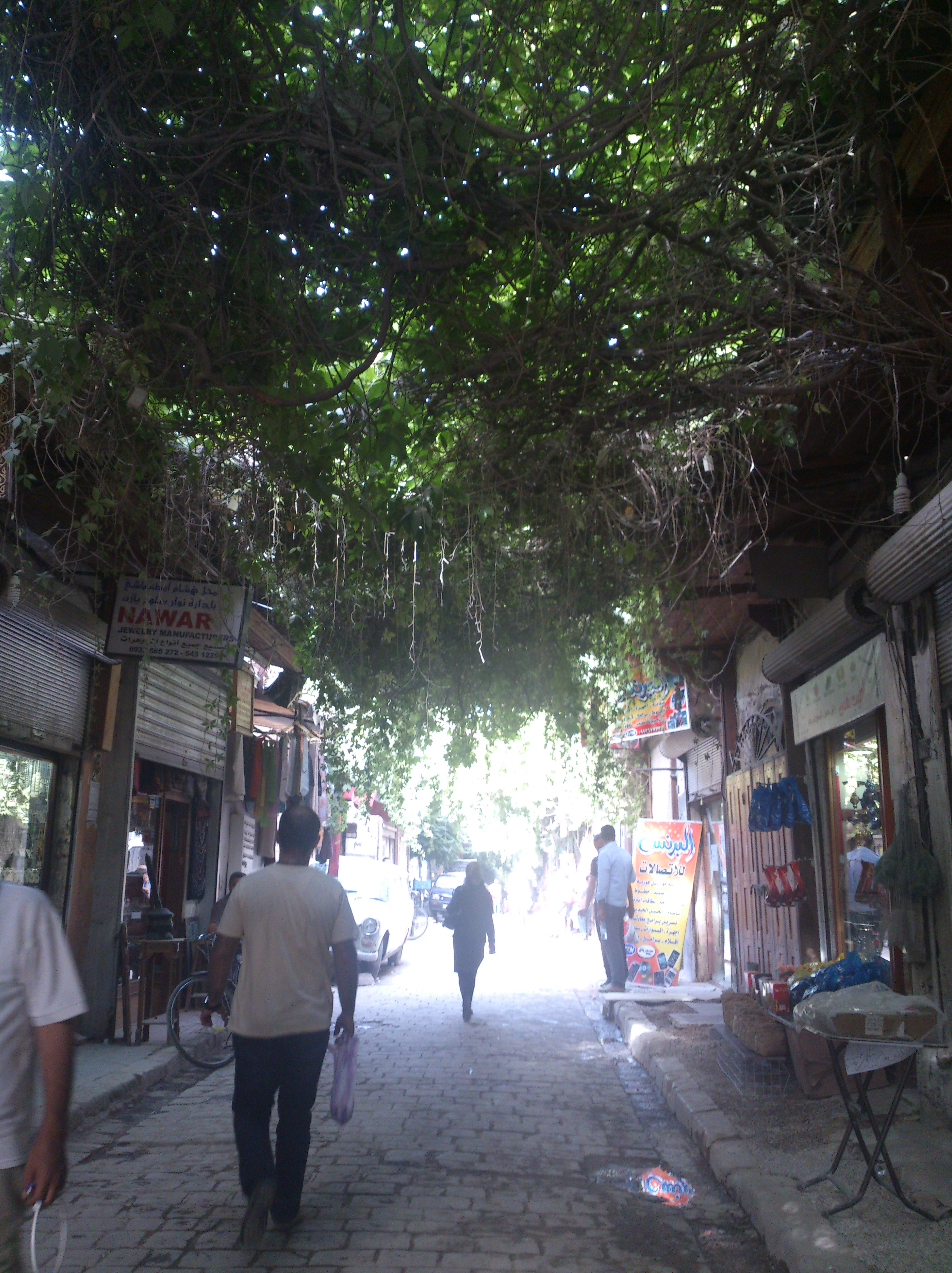

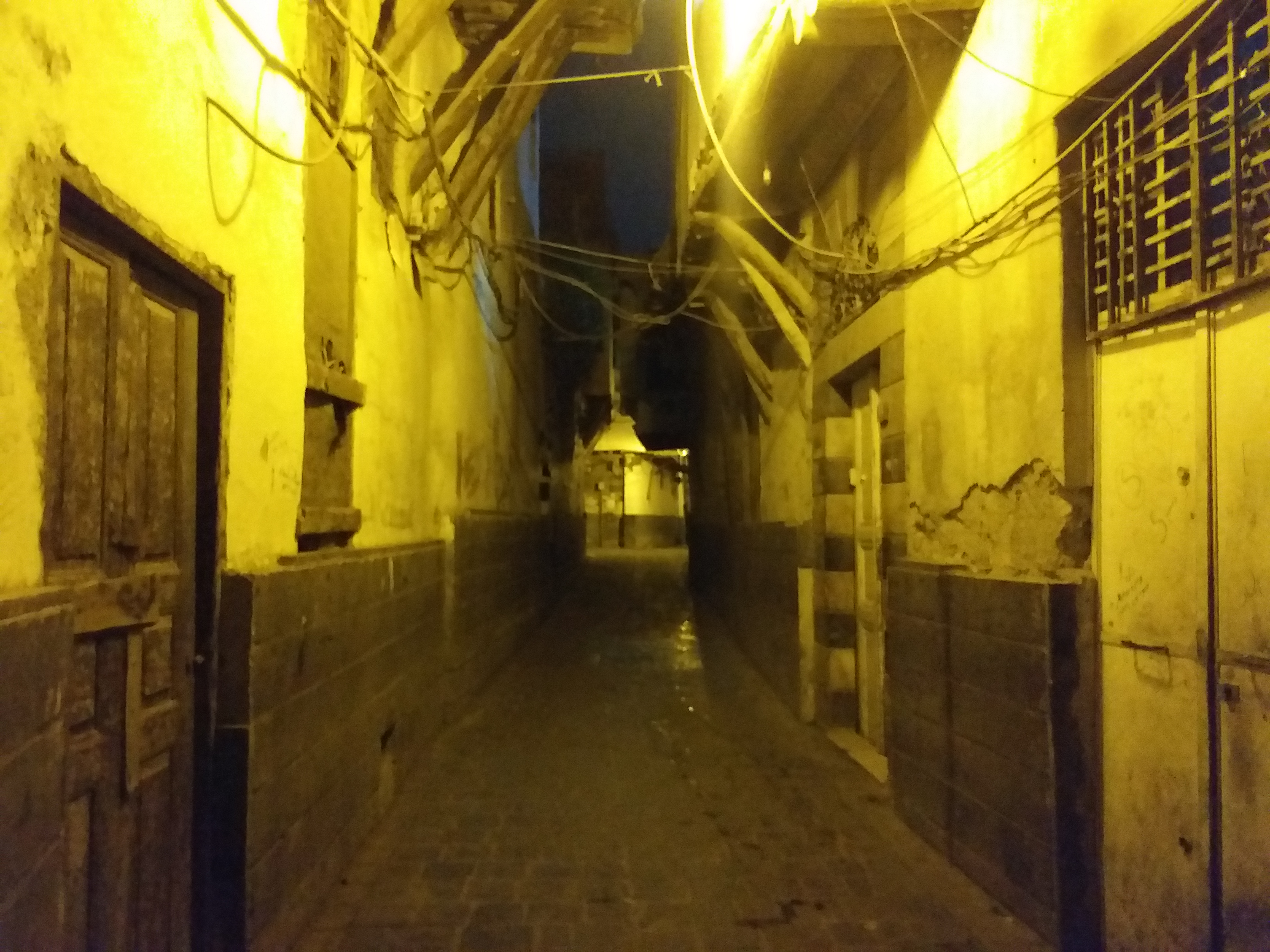
أحد أزقة القيمرية الداخلية ليلاً

القيمرية حي قديم من أحياء دمشق القديمة في سوريا، يقع ضمن سور المدينة القديمة حاليًا يعد أحد أهم الوجهات السياحية ضمن دمشق لحفاظه على روحه التراثية وبيوته القديمة، وقُربه من الجامع الأموي. وهو من الأحياء الدمشقية العريقة وتكثر فيه المطاعم والمقاهي السياحية. كان الحي مركزًا تجاريًا وصناعيًا هامًا في قلب دمشق القديمة، واشتهر بصناعة الأقمشة والأنسجة والتطريز.
تعود تسميته حسب السكان المحليين إلى شيخ عاصر زمن الفتوحات الإسلامية يُدعى «قيمر» واُطلِق اسم القيمرية نسبة له في ذلك الزمان، وهناك مصادر تقول أنَّ في مدينة دمشق بنى الأمراء الأكراد العديد من المنشآت المعمارية، وقد أنشأ الأمير الأيوبي ناصر الدين الحسين بن عبد العزيز القيمري الكردي المدرسة القيمرية الكبرى الجوانية التي أعطت اسمها لحي القيمرية، والتي يُطلق عليها العوام اليوم اسم (المدرسة العتيقة، ومدرسة القطاط). وتُشير مصادر إلى أن الاسم القديم للحي كان «آيا ماريا» نسبةً للكنيسة المريمية، وتحول الاسم لاحقًا إلى القيمرية. ارتبط الحي كذلك ببعض المهن والحرف التي كانت منتشرك فيه، فسُمّي حي «الهند الصغرى» لأهميته التجارية والصناعية، كما أطلق عليه «سوق المطرزين» نسبة للتطريز، وسوق الحريميين لأن النساء كُن يقصدنه بغرض التسوق.
يعد الحي صلة وصل بين عدة مناطق مهمة ومشهورة في دمشق القديمة، يحدّه من الشرق حي «باب توما»، ومن الغرب الجامع الأموي بدءاً من منطقة «النوفرة» حيث يقع أشهر مقاهي «دمشق» التاريخية مقهى النوفرة، أما من الشمال فيحدّه حارة «الجورة»، ومن الجنوب شارع «مدحت باشا» بين الـ«كنيسة المريمية» و«سوق الخياطين»، وليس لحي «القيمرية» أي إطلالة على سور المدينة القديمة فهو بالنسبة لها بمثابة القلب من الجسد داخل المدينة القديمة بعراقتها وحاراتها المتميزة بأصالتها.

## معالم تاريخية
الكثير من المعالم في حي القيمرية منها: باب «جيرون» أحد أبواب معبد «جوبيتر» الدمشقي العائد للحقبة الوثنية من العهد الروماني، الكنيسة المريمية أحد أقدم كنائس الروم الأرثوذكس في العالم، الزاوية السعدية، حمام البكري، حمام نور الدين الشهيد، سوق الخياطين، سوق البزورية، وبالإضافة إلى وجود حوالي 14 شهبندر من كبار التجار آنذاك، ووجود خان أسعد باشا، وخان السفرجلاني، كما يقع في الحي «مكتب عنبر» أو «قصر الثقافة» صاحب الشهرة الواسعة في احياء الفعاليات الثقافية المختلفة
تتميز بيوت حي القيمرية بحفاظها على الطراز المعماري المميز للبيوت الدمشقية والتي استمر الدمشقيون في بنائها لقرون طويلة وتميزت بطرازها المعماري الفريد والمتميز، نظام بناء ساحر من الداخل بباحته الداخلية وإيوانه وحديقتة ووروده ونوافيرة وبحرته، وقد تحولت العديد من البيوت الدمشقية التراثية لمطاعم وجاليريات ومعارض فنية وكذلك لفنادق راقية.